# Rauvolfia verticillata
Rauvolfia verticillata es una especie de planta fanerógama perteneciente a la familia Apocynaceae.

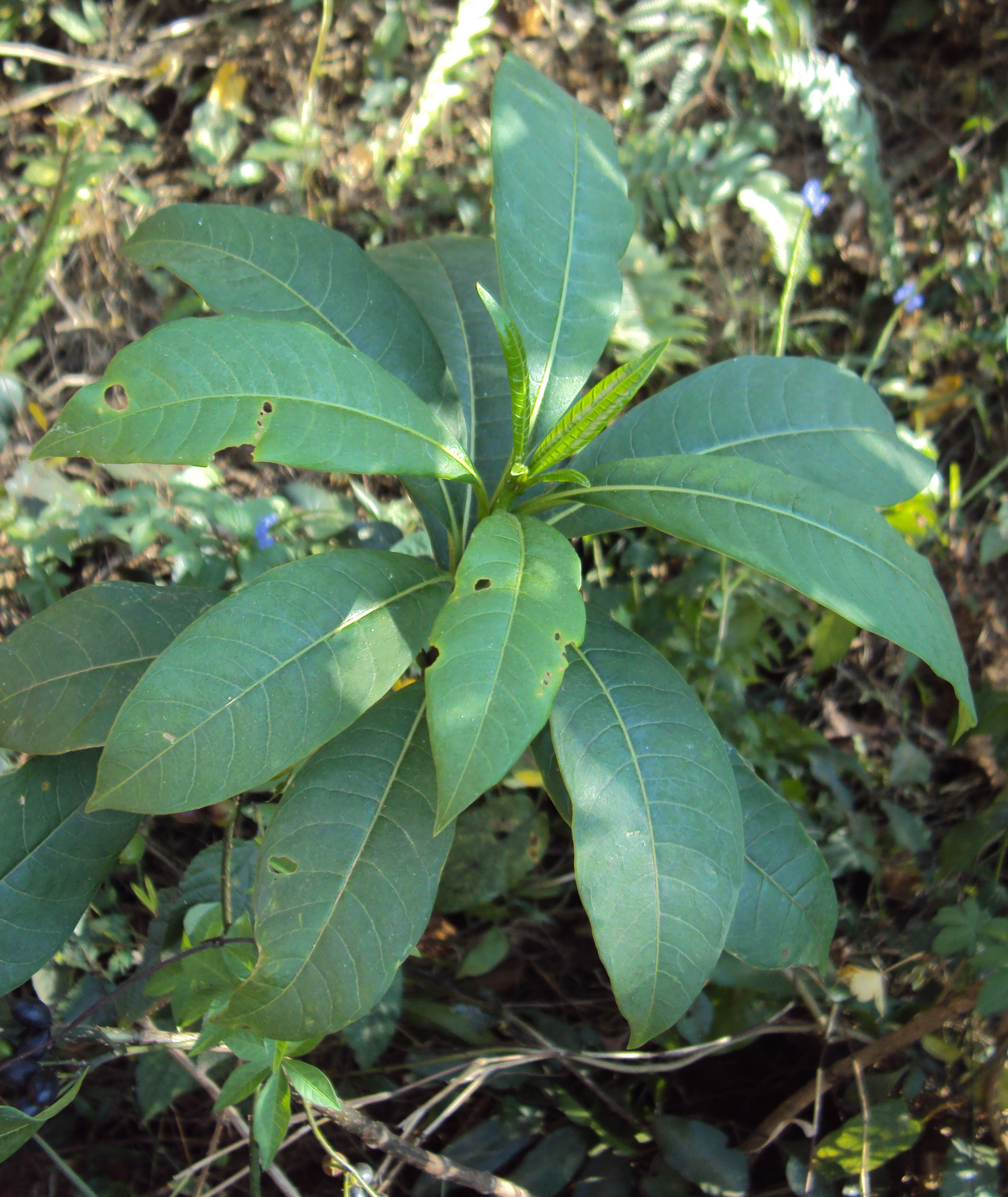
Vista de la planta

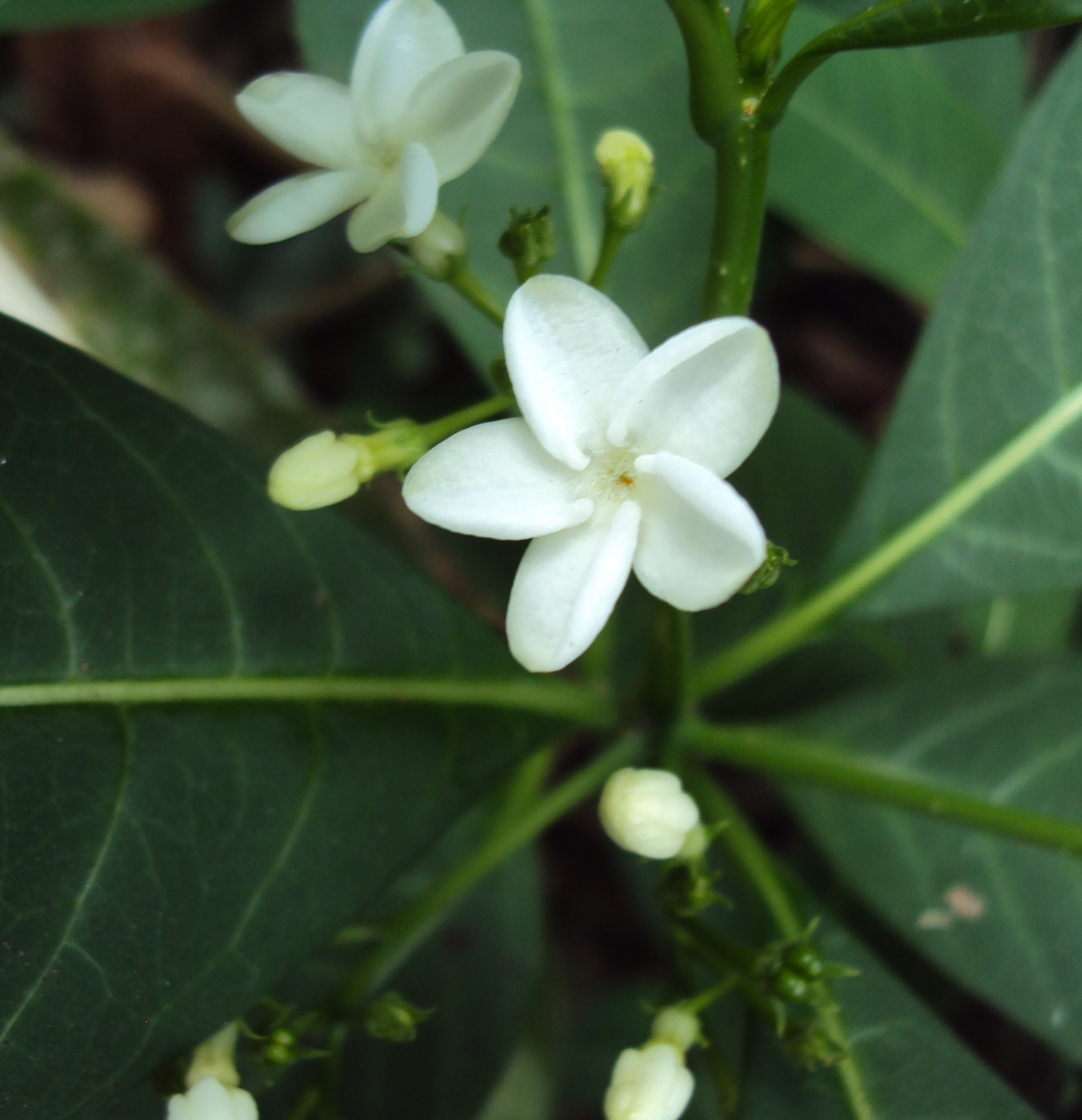
Detalle de la flor

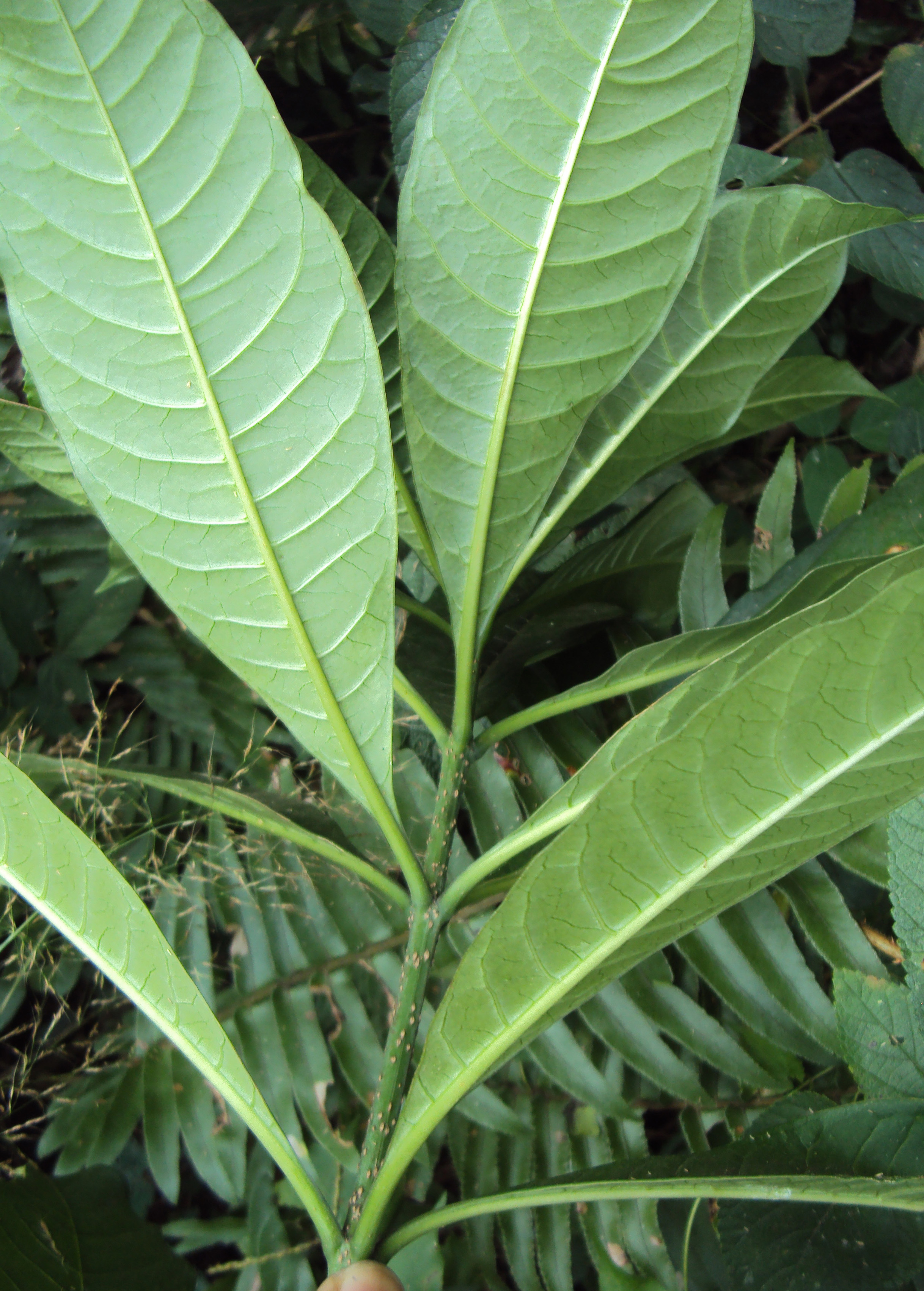
Hojas

## Descripción
Crece como un arbusto de hasta 5 metros de alto. La corteza es de color amarillento negro o marrón. Las inflorescencias tienen hasta 35 o más flores. Las flores tienen una corola de color blanco o rosado. Las frutas son de color blanquecino púrpura cuando están maduros, ovoide, de hasta 1,4 cm  de largo.

## Distribución y hábitat
La planta se encuentra en una variedad de hábitats, desde el nivel del mar hasta 2.000 metros (6.600 pies) de altitud. R. verticillata se encuentra en la India, Sri Lanka, Birmania, Tailandia, China, Taiwán, Laos, Camboya, Vietnam, Malasia, Indonesia y Filipinas.

## Propiedades
Los usos medicinales locales en la Medicina tradicional china, incluyen como tratamiento para la mordedura de serpiente, la malaria, el tifus y la hipertensión.

## Taxonomía
Rauvolfia verticillata fue descrito por (Lour.) Baill. y publicado en Histoire des Plantes 10: 170. 1889.
Etimología
Rauvolfia: nombre genérico que fue otorgado en honor del botánico alemán Leonhard Rauwolf.
verticillata: epíteto latíno que significa "verticilado" y se refiere a las hojas de la planta.
Sinonimia
- Cerbera chinensis Spreng.
- Dissolaena verticillata Lour.
- Ervatamia ophiorhizoides (Kurz) Lace
- Ervatamia ventii Lý
- Hunteria sundana Miq.
- Ophioxylon belgaumense Wight
- Ophioxylon chinense Hance
- Ophioxylon densiflorum (Wall.) Thwaites
- Ophioxylon macrocarpum Wight
- Ophioxylon majus Hassk.
- Ophioxylon neilgheerense Wight
- Ophioxylon zeylanicum Wight
- Rauvolfia altodiscifera R.H.Miao
- Rauvolfia brevistyla Tsiang
- Rauvolfia cambodiana Pierre ex Pit.
- Rauvolfia chinensis (Hance) Hemsl.
- Rauvolfia densiflora (Wall.) Benth. ex Hook.f.
- Rauvolfia latifrons Tsiang
- Rauvolfia major (Hassk.) G.Nicholson
- Rauvolfia membranacea Merr.
- Rauvolfia ophiorrhizoides (Kurz) Kerr
- Rauvolfia perakensis King & Gamble
- Rauvolfia superaxillaris P.T.Li & S.Z.Huang
- Rauvolfia taiwanensis Tsiang
- Rauvolfia yunnanensis Tsiang
- Tabernaemontana densiflora Wall.
- Tabernaemontana microcarpa Wall.
- Tabernaemontana ophiorrhizoides Kurz
- Tabernaemontana subcapitata Hook.f. & Thomson
- Tabernaemontana wallichiana Steud.[5]